# 교황 요한 20세
교황 요한 20세(Papa Ioannes XX)는 실제로 존재하지 않는 교황이다.
11세기 역사가들이 대립교황 보니파시오 7세와 교황 요한 15세 사이에 요한이라는 이름의 교황이 더 존재한다고 생각하여, 교황 요한 15세부터 교황 요한 19세까지를 요한 16세에서 20세까지로 잘못 번호매김했다. 이 실수는 나중에 고쳐졌지만, 교황 요한 21세와 교황 요한 22세는 이 잘못된 번호에 바탕을 두고 이름붙여졌다. 따라서 요한 20세는 중간에 비게 되었다.
이 실수는 종종 여교황 요한나의 증거로 이야기되곤 한다.

## 같이 보기
- 역대 교황